# Fast Life (album)
Fast Life este cel de-al treilea album al interpretei belgiene Hadise. De pe acesta au fost extrase două discuri single, „Düm Tek Tek” și „Fast Life”. Cel mai mare succes al materialului în îl constituie piesa „Düm Tek Tek”. Fast Life a ocupat locul 17 în clasamentul flamand al albumelor.

## Lista cântecelor
1. „Düm Tek Tek”
2. „Fast Life”
3. „Supernatural Love”
4. „Long Distance Relationships”
5. „Hero”
6. „Married Men”
7. „On Top”
8. „Obsession”
9. „Double Life”
10. „First Steps”
11. „I'll Try Not To Cry”
12. „Düm Tek Tek” (remix)

## Clasamente
| Clasament                     | Poziția maximă | Referință |
| ----------------------------- | -------------- | --------- |
| Belgium Ultratop Albums Chart | 16             | [ 3 ]     |
| Top 20 Belgische Albums       | 8              | [ 4 ]     |